# Denys Whitehorn Reid
Denys Whitehorn Reid CB, CBE, DSO s ploščico, MC s ploščico, britanski general, * 1897, † 1970.